# Haifa Theatre

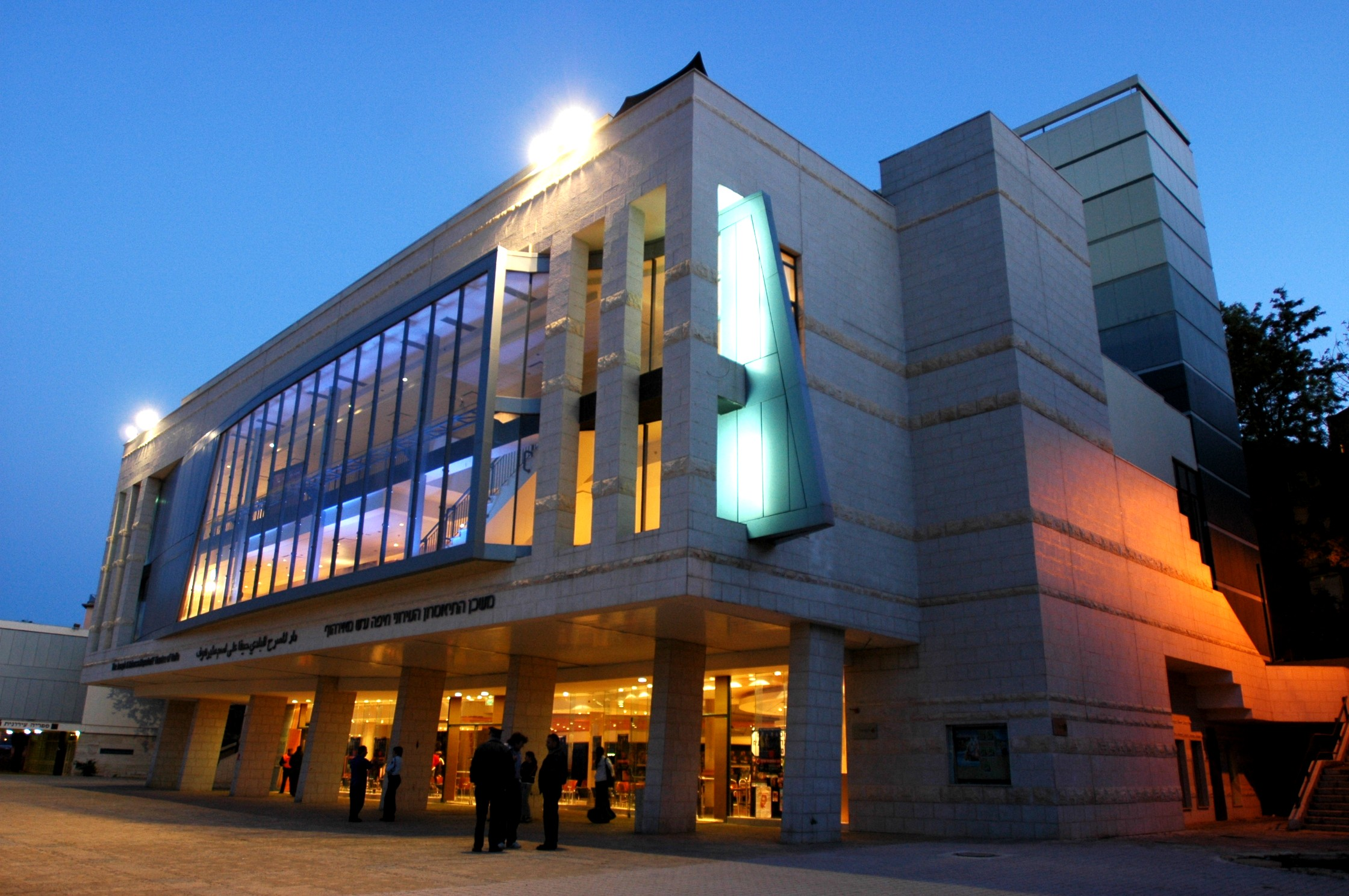
La bâtiment du Haifa Theatre en 2010.

Le Haifa Theatre (en hébreu : תיאטרון חיפה; Teatron Hefa) est la compagnie de théâtre municipale de Haïfa, en Israël.
Le Haifa Theatre, premier théâtre municipal d’Israël, a été fondé par Abba Hushi, maire de Haïfa, en 1961. Il emploie des acteurs juifs et arabes et possède une réputation internationale pour le jeu d’œuvres provocantes. Son premier directeur était Yosef Milo.
La troupe joue huit à dix pièces par an devant plus de 30 000 abonnés. Elle se produit dans les villes, les kibboutz et les villages d'Israël, et présente régulièrement des pièces de théâtre modernes en hébreu et en arabe.
La troupe a sa résidence au Joseph and Rebecca Meyerhoff Theater of Haifa à Hadar HaCarmel (en), une banlieue de Haïfa.